# Eberhard Schröder
Pour les articles homonymes, voir Schröder.
Eberhard Schröder, né le 18 novembre 1933 à Hanovre (État libre de Prusse) et mort suicidé le 1er avril 1974 à Munich (Bavière), est un réalisateur, assistant réalisateur, chef décorateur et chef costumier allemand. Il est notamment connu pour avoir réalisé le premier film allemand sur l'interruption volontaire de grossesse, J'ai avorté, monsieur le Procureur (1971), et initié la série érotique du Rapport sur la vie sexuelle de la ménagère.

## Filmographie

### Réalisateur
- 1963 : Das Unbrauchbare an Anna Winters (téléfilm)
- 1966 : Robert und Elisabeth (téléfilm)
- 1969 : L'Ingénue perverse (Madame und ihre Nichte)
- 1971 : J'ai avorté, monsieur le Procureur (Paragraph 218 – Wir haben abgetrieben, Herr Staatsanwalt)
- 1971 : Les Carottes mécaniques (de) (Schüler-Report - Junge, Junge, was die Mädchen alles von uns wollen)
- 1971 : Rapport sur la vie sexuelle de la ménagère (Hausfrauen-Report)
- 1971 : Rapport sur la vie sexuelle des épouses (Hausfrauen-Report 2)
- 1972 : Elles trouvent toujours le temps pour ça (de) (Hausfrauen Report 3)
- 1972 : Jeunes Filles au couvent (Die Klosterschülerinnen)
- 1972 : Salons de massage (de) (Thérapie d'amour – Massagesalon der jungen Mädchen)
- 1973 : Les Culbuteuses (Hausfrauen-Report 4)
- 1973 : Le Tango du matelas (de) (Matratzen-Tango)
- 1973 : Suce pas ton pouce (de) (Junge Mädchen mögen’s heiß, Hausfrauen noch heißer)
- 1974 : Als Mutter streikte (de)